# Luis de la Fuente y Hoyos
Luis de la Fuente y Hoyos, (Veracruz; 17 de enero de 1914 - ibidem; 28 de mayo de 1972) apodado «el Pirata», fue un jugador mexicano de fútbol. Su posición natural era centrocampista, sus habilidades y técnica ayudaron a su juego, distribuyendo pases precisos y asistiendo para goles sin marcarlos él mismo. Era muy peligroso en el juego aéreo y poseía una patada poderosa, siendo el izquierdo su lado fuerte, además de tener un resorte extraordinario el cual reflejaba en su excelente juego aéreo. En 1999 fue incluido entre los mejores jugadores del siglo XX en Concacaf por la IFFHS.

## Carrera
Jugó profesionalmente en México para los clubes Aurrera y Marte. También jugó para la selección nacional que quedó eliminada para la Copa Mundial de Fútbol de 1934 en Italia. Después de esto, se fue a España fichado por el Racing de Santander, convirtiéndose de este modo en el primer futbolista mexicano en jugar en Europa. Volvió a México al estallar la guerra civil española para jugar con el España y luego con el América. Posteriormente, en 1940, emigró a Argentina como parte de la plantilla del Vélez Sársfield, y en 1942 volvería a México para jugar otra vez con el Marte.
En 1943, de regreso en su ciudad natal, se unió al club Tiburones Rojos de Veracruz, equipo al que condujo en dos ocasiones al campeonato de la Primera División de México en las temporadas 1945-46 y 1949-50.
Se retiró después de 21 años de carrera el 13 de junio de 1954. Murió en 1972 de un ataque cardíaco y fue sepultado en Veracruz. En su memoria al estadio del Veracruz se le dio el nombre de Estadio Luis "Pirata" Fuente.

## Historia del Pirata
"Yo nací con la luna de plata,
y nací con alma de pirata…”
El 17 de enero de 1914, en una vivienda donde hoy hacen esquina las calles de Mario Molina y Zaragoza en el centro histórico de Veracruz Puerto, muy cerca de los antiguos muelles, nació un varón que se convierte en el mayor de cinco hermanos: Luis de la Fuente y Hoyos. Hijo de Don Segundo de la Fuente González, nacido en Asturias y de Doña Josefa y Hoyos González, de la provincia de Santander, Luis mostró desde pequeño su inclinación por el fútbol, que representaba el deporte novedad de la época.
Desde sus primeros meses de vida comenzaron las aventuras, ya que 90 días después de su nacimiento, México sufre la invasión estadounidense del 21 de abril, razón por la cual es llevado por su señora madre a una hacienda de sus familiares en Nanacamilpa, Tlaxcala, muy cerca de San Martín Texmelucan; la hacienda le sirvió de refugio, mientras terminaba el conflicto armado. Su padre y su tío Valentín tenían barcos de cabotaje, con los que ejercían el comercio entre los puertos del Golfo de México. Luis subía desde muy temprano a los barcos cuando atracaban en el puerto, con la finalidad de jugar todo el día; esto le valió el sobrenombre que lo haría inmortal: “El Pirata” y además le presagiaba un largo viaje por el Atlántico.
Plenamente integrado a la sociedad española de principios de siglo, como todo buen criollo, participaba en eventos deportivos, principalmente en los de fútbol. Fue mascota del Club España de Veracruz y aparecía en las principales fiestas religiosas. En el año de 1919, con solo cinco años de edad, junto con sus hermanos Antonio, Gloria y Rosita, queda huérfano de padre, por lo que es enviado por su madre a Santander, España, para iniciar sus estudios primarios; a partir de ese momento, se empieza a formar el carácter recio y determinado de Luis de la Fuente.
Nunca imaginó que este sería el primero de dos viajes que haría en su vida al Viejo Continente, con circunstancias y objetivos diferentes, pero que dejaron en su vida experiencias inolvidables. No estuvo mucho tiempo en España; de hecho, no alcanzó a terminar la primaria y esto marcó su destino rumbo a la inmortalidad en el fútbol mexicano, que inicia a su regreso a México.
A su regreso a México, y contando con solo 13 años de edad, Luis de la Fuente forma parte del equipo España y Sporting Club de Veracruz, alternando con jugadores de mayor edad; la sede era el parque España y el primer equipo estaba formado por criollos y españoles, mientras que en el segundo militaban jugadores criollos y mexicanos. En esta Liga Regional del Sur participaban equipos como el A.D.O., Río Blanco y Cervantes de Orizaba.
Fue enviado a estudiar a la capital en el Internado San José de Tacubaya y cuando visitaba el Puerto jugaba con ambos equipos, ya que era muy apreciado por sus amigos. Debido a sus grandes dotes, José Sendrá, directivo del equipo profesional Aurrerá, lo asedió hasta convencerlo de abandonar el internado, para llegar directamente a la Liga Mayor de Fútbol; corría el año de 1929. Su debut fue contra el Necaxa, en un partido de Copa, pero su desempeño fue notable; contrastaba su endeble figura con la complexión de sus compañeros mayores que él, pero esa fragilidad la sustituyó con habilidad, rapidez, picardía y capacidad resolutiva.
Al año siguiente desaparece el equipo Aurrerá, pero el Real Club España lo observa con agrado y el presidente del mismo, Camilo de Pascual, lo convence para jugar en su equipo a partir de 1932. Para el campeonato 1933-1934 logra su primer título con el España, llevando como compañeros a Fernando Marcos, Luis "Tití" García, Manuel Alonso y Antonio López Herranz, entre otros. Esto le vale ser llamado a la Selección Nacional a los 19 años, con vistas a la eliminatoria con Cuba de 1933, rumbo a la Copa del Mundo Italia 1934.
Una mala negociación de los directivos mexicanos, hace que el equipo mexicano se elimine todavía con Estados Unidos en tierras europeas. El largo viaje y la nula planeación propician la eliminación de México, bajo el mando de Rafael Garza Gutiérrez "Récord", por 4-2. El técnico se decide por el experimentado Juan "Trompo" Carreño, dejando en la banca al talentoso novato Luis de la Fuente. Fernando Marcos comentó: "Garza cometió el error de prescindir de Luis; de haber jugado, habría destruido a cañonazos la fortaleza yanqui."
La Selección Nacional no tenía dinero para el regreso, razón por la cual prolongaron por Europa la gira, contratando partidos en Suiza, Holanda y España, donde alineó de la Fuente en todos los partidos como titular. 

### Contrato con el Racing de Santander
En España, el Racing de Santander mejora la oferta del Valencia Club de Fútbol y se queda con los servicios del "Pirata", junto con Manuel Alonso, mientras que Carlos Laviada pasa al Real Oviedo. Con las alforjas llenas, directivos y el resto de los jugadores y cuerpo técnico, regresan a México.
El equipo del Racing de Santander extiende un histórico contrato a Luis de la Fuente por 700 pesetas mensuales y convertirlo así en el primer y más joven futbolista mexicano de la historia que jugaba en el extranjero, con 20 años y cinco meses. Pronto le llega al Racing de Santander enfrentar al poderoso Real Madrid; de la Fuente cautiva a propios y extraños, cuando dribla en repetidas ocasiones a los centrales merengues Jacinto Quincoces y Ciriaco Errasti; en una de ellas llega "hasta las barbas" del que era considerado el mejor portero de entonces Ricardo Zamora "El Divino", y le clava un golazo. Relatan los diarios madridistas de esa época que Zamora se desgañitaba gritando: "¡Detened al chaval"! pero el "chamaco" ya había hecho daño.
Formó una pareja letal con el español Enrique Larrinaga, la cual evitó el descenso del Racing de Santander. Luis de la Fuente anotó el gol del triunfo ante la Real Sociedad de San Sebastián, con lo que el equipo salvó la Segunda División. Larrinaga vino posteriormente a jugar a México, invitado por su amigo mexicano. Dos razones fueron las que impidieron a De la Fuente seguir en España: la inestabilidad política que desató en la guerra civil española y la repatriación que gestionó Baltazar Junco, Presidente del Club España de México, para regresar al "Pirata" y a Manuel Alonso. 

### Su regreso a México
El poder de convencimiento de Junco triunfa y se cristaliza el regreso de los triunfadores. No todo resultó "color de rosa". La directiva del España no veía con buenos ojos la vida social de Luis, por lo que en 1936 lo da de baja y lo manda a jugar con el América, donde cuaja una formidable campaña, que lo hace retornar al club que lo había castigado.
En esas fechas, Luis de la Fuente hace amistad con uno de los personajes más importantes de la farándula: Agustín Lara; amigos y familiares que le sobreviven a Luis, aseguran que la melodía "Veracruz" la compuso "El Flaco de Oro" para dedicársela a su entrañable amigo, al del alma de pirata. En esta canción relata su viaje a España y su retorno.

### A Paraguay con el Atlético Corrales
Habiendo regresado al España, en junio de 1939, el club paraguayo Atlético Corrales realiza un viaje a México para celebrar una serie internacional y el “Pirata” recibe la invitación para integrarse al equipo y jugar en la liga de aquel país. Luis acepta gustoso y, antes de partir, debuta con el club guaraní en la victoria hispanista (10:3). Tras militar un año en el Atlético Corrales con actuaciones satisfactorias.

### Segundo regreso a México
De la Fuente regresa a México después de su segunda aventura en el extranjero y reaparece el 21 de abril de 1940, anotando dos goles con el club “albinegro” en el Torneo de Copa. 

### A Argentina con el Vélez Sarsfield
Pero, de inmediato, su amigo y compañero, Luis “Tití” García Cortina, quien jugaba en el club argentino Vélez Sarsfield, lo manda llamar para integrarse al equipo de los “fortineros”, su tercera aventura lejos de casa. En Vélez Sarsfield jugó como titular indiscutible; debutó enfrentando al Atlanta y, en un partido inolvidable, eclipsó a Arsenio Erico, el diablo mayor del Independiente, el mejor delantero de la liga y condujo a Vélez a una victoria espectacular (5:4), con dos goles suyos. Tras una crisis económica del club y, después de empeñar varias pertenencias, De la Fuente se ve obligado a regresar habiendo jugado 16 partidos, en los que anota ocho goles, tres de ellos en un mismo partido. Sus goles también salvan a Vélez del descenso; aun así, el trato que recibió Luis en Argentina no fue de lo mejor y en Navidad, sin pago de sueldo y sin dinero, decide conseguir para el regreso en barco a Veracruz, junto con un paisano orizabeño que también era maltratado por un "garufa" en un bar de Buenos Aires, donde trabajaba como pianista. Este paisano "chayotero" era ni más ni menos que Francisco Gabilondo Soler, conocido más tarde y para siempre como "Cri-Cri, el Grillito Cantor", compositor de música infantil.

### Contratado por los Tiburones
A principio de los años 1940, Luis de la Fuente era ya una estrella refulgente; campeón con el equipo Marte en el 1942-43, es reclamado por su “patria chica”. Cuentan que el entonces Presidente Municipal, Santos Pérez Abascal lo llamó para decirle que formara parte del Veracruz, que se encontraba en plena gestación: “Ya hiciste lo que quisiste, jugaste donde se te dio la gana, ¿por qué no juegas con el equipo de la tierra que te vio nacer?” Para Luis fue suficiente esta súplica y firmó con el equipo de Veracruz, donde jugó durante siete años, aunque muchos historiadores presumen que “jugó 9 temporadas con los Tiburones”. Para empezar, “El Pirata” juega con Veracruz hasta la temporada 1951-52 cuando deja al equipo y este desciende en la siguiente a Segunda División, donde nunca jugó; es hasta 1954 cuando se retira definitivamente en un partido homenaje; además, Manuel Seyde todavía no bautizaba con el mote de “Tiburones Rojos” al Veracruz.
Las hazañas de Luis a lo largo y ancho del país eran reconocidas por propios y extraños: en Veracruz era un verdadero ídolo, que nunca tuvo por costumbre valerse de los medios para que se hablara de él; hubo jugadores como el crack argentino José Manuel Moreno "El Charro", que visitaba el Puerto o la Ciudad de México para ver jugar a su amigo, a quien calificaba como el mejor jugador de Latinoamérica. Logró dos campeonatos de Liga y uno de Copa; era un deleite para los aficionados de la época que quedaban maravillados de su elegancia para jugar, de su contundencia al rematar y de sus increíbles saltos sobre las manos de los porteros.
Recordado por su exagerada veneración al dios Baco, en los campos de juego se desintoxicaba haciendo reír al balón, dándole un trato único con ambos perfiles, consagrándose como todo un “cerebro”, un mariscal de campo que igual construía que destruía y que también sabía meter la pierna cuando el rival recurría a la violencia o la mala intención para detener al maestro.

### Su despedida
Después del último campeonato de Veracruz decide tomar un descanso; con 36 años de edad se dedica a la bohemia y es hasta el 13 de junio de 1954 en la Ciudad de los Deportes, cuando recibe una despedida monumental de los equipos Atlante y Veracruz, así como de miles de aficionados que abarrotaron las tribunas, quienes le otorgan una de las ovaciones más estruendosas de que se tenga memoria, reconociendo su calidad y categoría.
Aquel hombre recio, duro, de hierro, fue derrotado por el sentimiento y derramó lágrimas al centro de la cancha, conmovido por el gran cariño que le tenía la familia futbolera. Pronto buscó su propio espacio, alejándose de las cámaras; le disgustaba que le hicieran hablar de él y no soportaba la adulación. Desaparecido el Club Veracruz, buscó el apoyo de su gran amigo Dn. Nemesio Díez, quien le ayudó a que los ahora sí Tiburones Rojos regresaran a la Segunda División. Luis fue nombrado director técnico y en cada plaza donde se presentaba, era homenajeado por la afición. Alternativamente, lo nombraron “Caballero Corona” y se le dio la concesión de un bar en Los Portales de Veracruz. De ahí salían los viáticos para el equipo y sus hijos conservan los vales que él mismo depositaba para sufragar los gastos de su querido equipo.
El “Pirata” fue uno de los grandes ausentes en una Copa del Mundo. En 1938, la Federación prefirió competir en Centroamérica y luego se cruzó el conflicto bélico mundial reanudándose los campeonatos hasta 1950. Aquel astro que rechazó una oferta para fichar con el Barcelona, se alejó definitivamente de las canchas.

### Muerte
Aficionado a la bebida, al buen comer y distanciado de los médicos, pronto resintió las consecuencias. Una arterioesclerosis amenazó con quitarle una pierna. Luis negó la operación aduciendo que nunca parecería un pirata verdadero, pero que pudo alargarle la vida. Finalmente, el 28 de mayo de 1972 su corazón no resistió más y por complicaciones cardiovasculares, terminó con su vida, en el Centro Médico Nacional de la capital mexicana; el fútbol mexicano perdía entonces, al mejor jugador de su historia. El médico que practicó la necropsia, italiano de nacimiento, comentó que el corazón de Luis de la Fuente era el más grande que había visto en su carrera de doctor y que esa pudo haber sido la razón de su fortaleza y sus descomunales saltos “en el aire”. El duelo en el Puerto fue impresionante y la afición exigió que el Estadio llevara el nombre de su máximo ídolo, siendo apenas el segundo (junto al Agustín "Coruco" Díaz de Zacatepec) con esta característica en el Fútbol Mexicano.[cita requerida]

## Clubes
| Club                | País      | Año         |
| ------------------- | --------- | ----------- |
| Aurrerá             | México    | 1930 - 1931 |
| Club España         | México    | 1931 - 1934 |
| Racing de Santander | España    | 1934 - 1935 |
| Club España         | México    | 1935 - 1937 |
| Club América        | México    | 1937 - 1938 |
| Club España         | México    | 1938 - 1939 |
| Atlético Corrales   | Paraguay  | 1939 - 1940 |
| Vélez Sársfield     | Argentina | 1940 - 1941 |
| CD Marte            | México    | 1941 - 1943 |
| Veracruz            | México    | 1943 - 1952 |

## Selección
| Club               | País   | Año         |
| ------------------ | ------ | ----------- |
| Selección Mexicana | México | 1934 - 1950 |

## Palmarés
| Título      | Equipo   | Año     |
| ----------- | -------- | ------- |
| Liga        | España   | 1933-34 |
| Liga        | España   | 1935-36 |
| Copa México | América  | 1937-38 |
| Liga        | Marte    | 1942-43 |
| Liga        | Veracruz | 1945-46 |
| Copa México | Veracruz | 1947-48 |
| Liga        | Veracruz | 1949-50 |